# Babik Reinhardt
Pour les articles homonymes, voir Reinhardt.
 (septembre 2022).
Si vous disposez d'ouvrages ou d'articles de référence ou si vous connaissez des sites web de qualité traitant du thème abordé ici, merci de compléter l'article en donnant les références utiles à sa vérifiabilité et en les liant à la section « Notes et références ».
Jean-Jacques Reinhart, dit Babik Reinhardt (né à Paris le 8 juin 1944 et mort à Grasse le 13 novembre 2001) est un guitariste français de jazz.

## Biographie
Babik Reinhardt est le fils de Django Reinhardt et de Sophie Ziegler, et demi-frère de Lousson Reinhardt.
Son père lui offre une guitare à l'âge de trois ans. En 1951, la famille Reinhardt s'installe à Samois-sur-Seine. Rapidement, Django apprend le piano à son fils, pensant qu'il pourrait ainsi toujours accompagner une chanteuse pour gagner sa vie. À la mort de son père victime d'un accident vasculaire cérébral en 1953, Naguine pousse Babik à jouer de la guitare. Vers l'âge de 15 ans, il est initié à l'instrument par Mitsou, le fils d'Eugène Vées, puis par Laro Sollero et René Mailhes. Il joue du rock 'n' roll en faisant partie des « Glenners » (avec René Mailhes et Laro Sollero) de Jack Glenn (alias Jacques Vérières). Il découvre les musiciens américains tels que Jimmy Raney, Wes Montgomery, Tal Farlow et aussi John Coltrane à qui il voue une grande admiration.
En 1965, Babik commence à jouer dans les clubs de jazz parisiens. Il s'enthousiasme pour la fusion, la musique brésilienne et partage la scène des Trois Mailletz avec Jean-Luc Ponty durant plusieurs mois. Il a effectué de nombreux concerts entre 1967 et 1973, dont une tournée de six mois aux États-Unis.
Après une pause Babik reprend sa carrière musicale. En 1983 Stéphane Grappelli lui propose de l'accompagner sur l'album Anniversary concert, il tourne alors avec Didier Lockwood, Larry Coryel, Biréli Lagrène.
L'association Arts, Nuances, Cultures (ANC), fondée en 1992 par Jacqueline Danno, Frank Hagège et Babik Reinhardt, organise Le Djangodor Trophées Internationaux du Jazz, un concert cérémonie durant lequel sont remis les DjangodOr, des récompenses en hommage aux musiciens confirmés ou à la promotion de nouveaux talents.
Parmi ses compositions les plus connues, on peut citer notamment Une histoire simple, All Love, Prétexte, Incertitude…
Il meurt d'une crise cardiaque le 13 novembre 2001 à Grasse, près de Cannes. Il avait 57 ans et était le père de six enfants.

## Discographie
- 1967 : premier 45 tours chez Vogue, Swing 67 avec le trio de Georges Arvanitas.
- 1968 : premier LP, Babik joue Sidney Bechet.
- 1973 : Sinti Houn Brazil avec Fernando Martins.
- 1974 : Sur le chemin de mon père... Django.
- 1984 : Stéphane Grappelli Anniversary Concert
- 1985 : Three of a kind LP, avec Christian Escoudé & Boulou Ferré.
- 1988 : All love
- 1989 : Live !, tournée française, canadienne et yougoslave.
- 1990 : musique du film Le prix du silence de Jacques Ertaud.
- 1991 : musique du film Mohamed Bertrand-Duval d'Alex Métayer.
- 1992 : Nuances
- 1993 : anthologie Les Enfants de Django
- 1995 : Vibration avec Simon Goubert et Emmanuel Bex.
- 1997 : tournée avec Hot Club de Norvège où il enregistre le CD Hot Shots avec le guitariste Jon Larsen.
- 1997 : tournée américaine où il enregistre A Night in Conover avec le guitariste François Vola.
- 1998 : New Quintet du Hot Club de France avec Romane.
- 1999 : participe à un disque avec Françoise Hardy.
- 2008 : anthologie 20 ans de trio Gitan